# 百間山渓谷
百間山渓谷（ひゃっけんざんけいこく）は、紀伊半島の日置川上流にある渓谷。

## 地理
果無山脈の北東に源流がある日置川の上流部に約3kmにわたり甌穴、奇岩、滝などがある。
- 犬落の滝
- 五月雨の滝
- 夫婦滝
- 雨乞の滝
- かやの滝

## 施設

### 百間山渓谷キャンプ村
和歌山県田辺市熊野にあるキャンプ場。1978年（昭和53年）に旧大塔村が開設。敷地面積は1万1058平方メートル。
2008年度から地元の観光関連会社が指定管理者となっていたが、2011年（平成23年）9月の紀伊半島大水害で閉鎖。
田辺市は指定管理者を地元住民の団体の「熊野ふるさと会」とし2022年（令和4年）7月ごろの再開を目指している。

### その他の施設
- 道の駅ふるさとセンター大塔
- 百間山渓谷かもしか牧場 - 2011年の紀伊半島大水害以降は閉鎖されており2021年に廃止の方針が決定された[2]。